# Bryophilinae

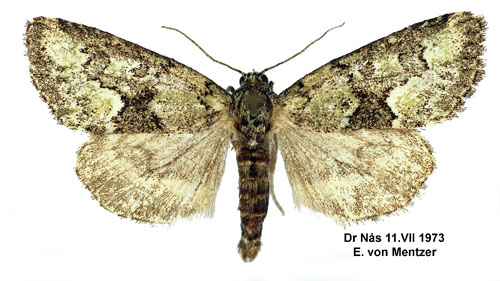
Victrix umovii

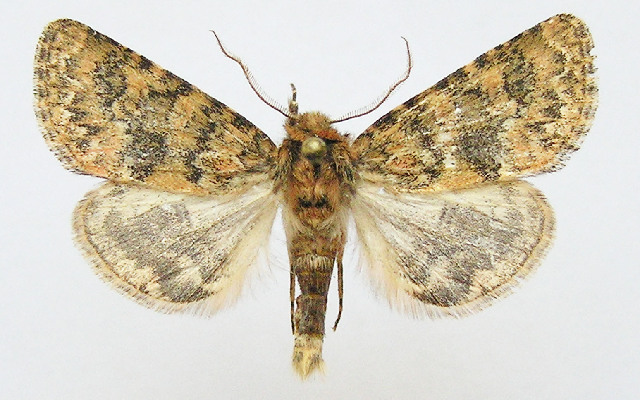
Athaumasta splendida

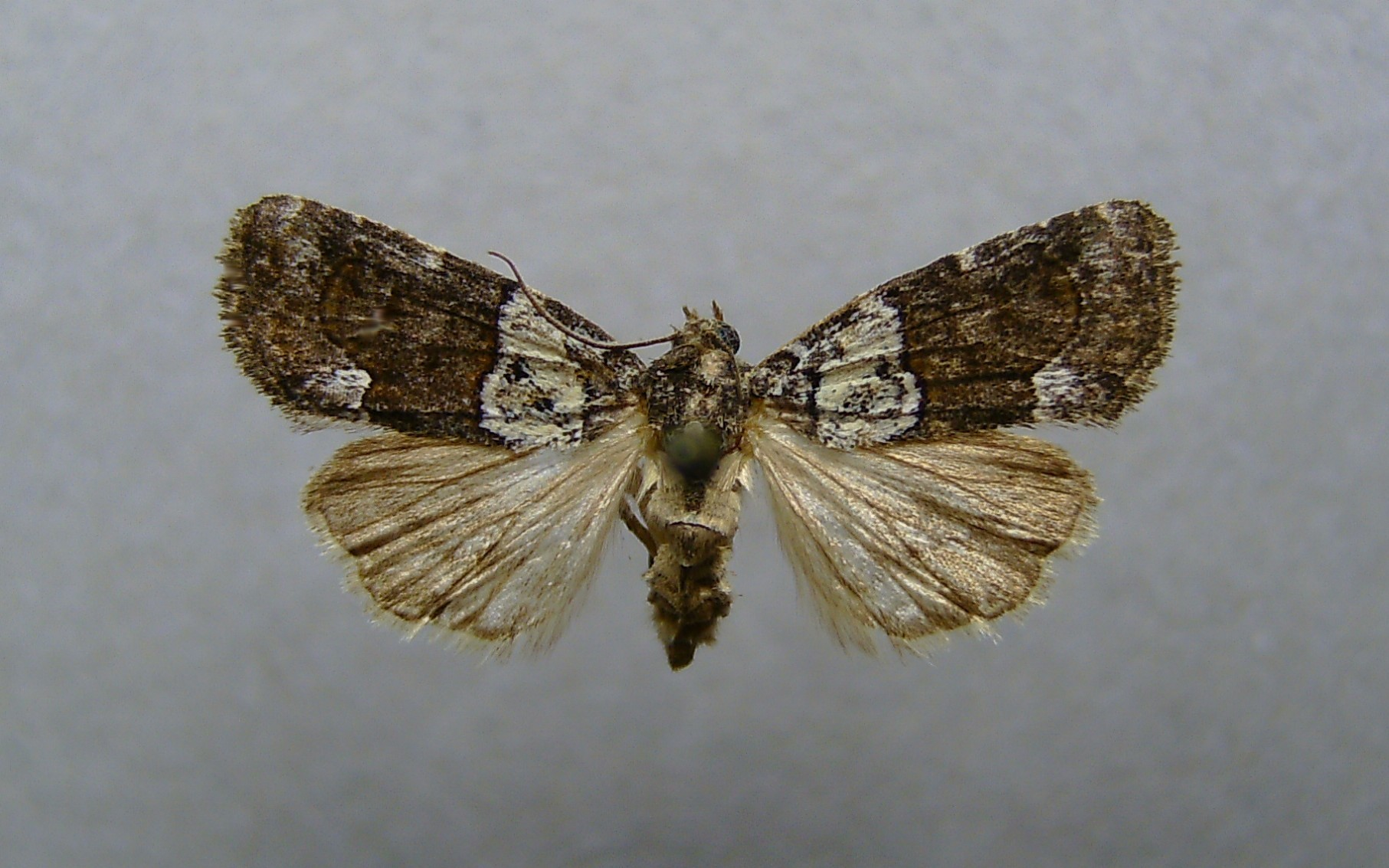
Bryophila ereptricula

Bryophilinae – podrodzina motyli z podrzędu Glossata i rodziny sówkowatych. Obejmuje około 340 opisanych gatunków. Gąsienice żerują na porostach.

## Morfologia

### Postać dorosła
W podrodzinie dominują motyle niewielkich jak na przedstawicieli rodziny rozmiarów, ale należą tu też przeciętnej wielkości sówkowate. Najczęściej występuje ubarwienie ochronne, mające za cel maskowanie na tle porostów.
Głowa ma pozbawione włosków czy szczecinek oczy. Aparat gębowy dysponuje zagiętymi ku górze głaszczkami wargowymi o długości od dwukrotnie do trzykrotnie większej niż średnica oka. Ssawka w większości przypadków jest poprawnie wykształcona, ale bywa też uwsteczniona, a nawet całkiem zanikła.
Przednie skrzydło ma wzór z przepasek i plam na tle zwykle ochrowym, ochrowozielonym, zielonkawobrązowym, szarobrązowym lub brunatnym. Często niektóre plamy skrzydła są zredukowane. Jego użyłkowanie odznacza się obecnością wspólnego pnia trzeciej i czwartej gałęzi żyłki radialnej oraz wykształconą dodatkową komórką radialną. Tylne skrzydło zwykle jest mniej więcej jednolicie ubarwione, rzadko występuje ciemna plamka na żyłce poprzecznej czy niezbyt wyraźna przepaska środkowa. Brak łusek androkonialnych. Odnóża mają golenie pozbawione kolców; środkowa ich para ma po jednej, a tylna po dwie ostrogi.
Odwłok najczęściej ma na grzbietowej stronie pęczki sterczących łusek. Genitalia samca zwykle zawierają trójkątnawą lub wiosłowatą walwę. U gatunków o słabo zaznaczonym kukulusie rozwinięty jest wyrostek walwy (harpe). Nie występują wyrostki kostalne.

### Stadia rozwojowe
Owalnego kształtu jaja mają chorion zaopatrzony w podłużne żeberka. Gąsienice mają na ciele drobnych rozmiarów brodawki obrośnięte krótkimi szczecinkami. Ubarwienie gąsienic nierzadko jest jaskrawe. Poczwarki najczęściej są koloru brunatnego.

## Ekologia i występowanie

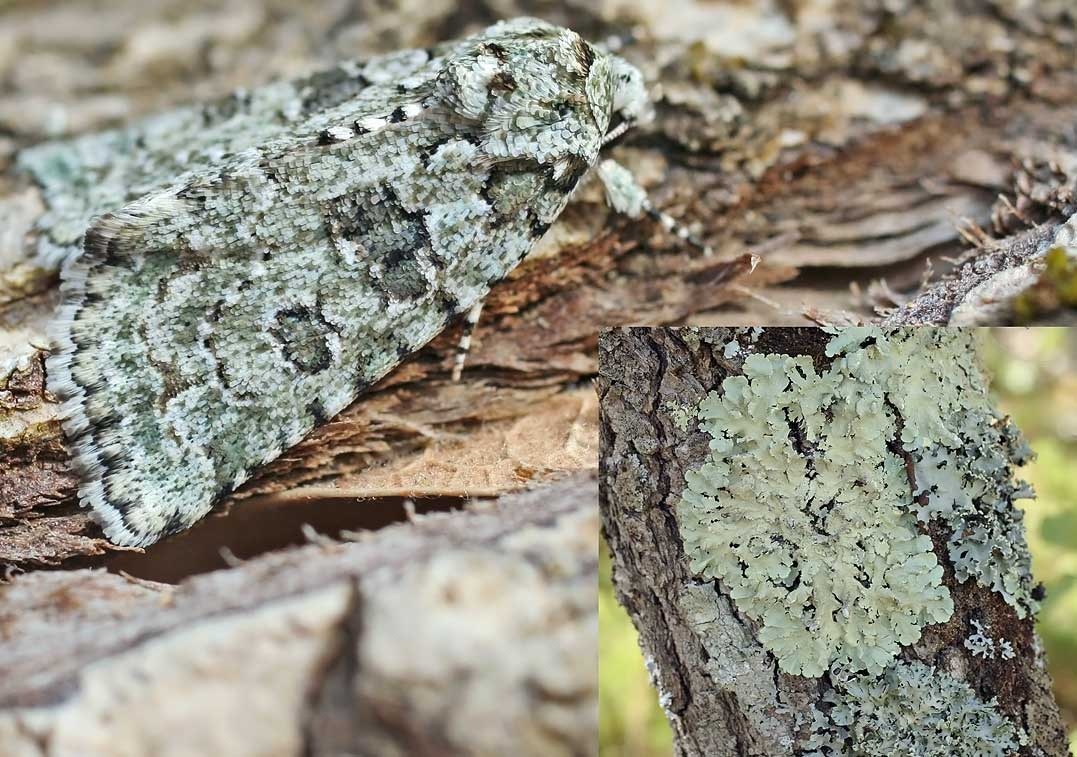
Zakamuflowana Cryphia muralis

Gąsienice żerują nocą na rozmiękczonych przez wilgoć porostach, m.in. na przedstawicielach tarczownicowatych. Dzień spędzają w oprzędach skrytych w różnych szczelinach. W klimacie umiarkowanym stanowią stadium zimujące. Przepoczwarczają się w kokonach umieszczonych w pobliżu żerowiska. Postacie dorosłe chętnie przysiadają na powierzchniach porośniętych przez porosty. Cykl życiowy w warunkach europejskich jest jednoroczny, a czasem dwuletni.
Przedstawiciele podrodziny występują w krainach: palearktycznej, nearktycznej, etiopskiej i orientalnej. W Europie stwierdzono występowanie około 40 gatunków z czterech rodzajów. Z terenu Polski wykazano siedem gatunków z trzech rodzajów (zobacz: Bryophilinae Polski).

## Taksonomia
Takson ten wprowadził w 1852 roku Achille Guénée na kartach publikowanej wspólnie z Jean Baptiste’em de Boisduvalem Histoire naturelle des Insectes. V. Species général des Lépidoptères w randze osobnej rodziny Bryophilidae. Później obniżono im rangę do podrodziny w obrębie sówkowatych, a bywały nawet klasyfikowane jako plemię w obrębie Acronictinae.
Do podrodziny należy około 340 opisanych gatunków, zgrupowanych w dziewięciu rodzajach:
- Acopa Harvey, 1875
- Athaumasta Hampson, 1906
- Bryomoia Staudinger, 1892
- Bryophila Treitschke, 1825
- Cryphia Hübner, 1818
- Himalobrya Pekarsky, 2020
- Nyctobrya Boursin, 1957
- Stenoloba Staudinger, 1892
- Victrix Staudinger in Romanoff, 1879